# آرتور هایلند
آرتور هایلند (به انگلیسی: Arthur Highland) (زادهٔ ۱۷ دسامبر ۱۹۱۱) شناگر اهل ایالات متحده آمریکا است.